# Cremastus geminus
Cremastus geminus är en stekelart som beskrevs av Johann Ludwig Christian Gravenhorst 1829. Cremastus geminus ingår i släktet Cremastus och familjen brokparasitsteklar. Arten är reproducerande i Sverige. Inga underarter finns listade i Catalogue of Life.